# Gouts
Gouts är en kommun i departementet Landes i regionen Nouvelle-Aquitaine i sydvästra Frankrike. Kommunen ligger i kantonen Tartas-Est som tillhör arrondissementet Dax. År 2022 hade Gouts 272 invånare.

## Befolkningsutveckling
Antalet invånare i kommunen Gouts
Referens:INSEE